# Nano-Mugen Compilation 2006
ASIAN KUNG-FU GENERATION presents Nano-Mugen Compilation 2006 je kompilacija japanskog rock sastava Asian Kung-Fu Generation. Album je objavljen 5. srpnja 2006. povodom šestog Nano-Mugen Festivala Na albumu se nalazi po jedna pjesma od dvanaest sastava koji su nastupili na festivalu, sedam japanskih, tri američka i dva engleska.

## Popis pjesama
1. Jūni Shinhō no Yūkei – Asian Kung-Fu Generation
2. Another Time/Another Story – Beat Crusaders
3. Ren'ai Spirits – chatmonchy
4. Change – Dream State
5. Stereoman – Ellegarden
6. Dirty na Sekai (Put your head) – 髭 (HiGE)
7. Have you ever seen the stars? (Shooting Star Version) – Mo'some Tonebender
8. Getting By – The Rentals
9. Bubblegum – Silver Sun
10. The Nowarist – Straightener
11. I Am For You – Waking Ashland
12. Wake Up, Make Up, Bring It Up, Shake Up – The Young Punx

## Ljestvica
| Godina | Ljestvica | Najviša pozicija |
| ------ | --------- | ---------------- |
| 2006.  | Oricon    | 7                |

## Vanjske poveznice
- Nano-Mugen Fes. 2006.